# Ljubiša Stanković
Ljubiša Stanković (Andrijevica, Muntenegru, 1 iunie 1960), doctor în prelucrarea semnalelor, este fostul rector al Universității din Muntenegru.
A absolvit Facultatea de Inginerie Electronică a Universității din Muntenegru în 1982, fiind declarat cel mai bun student din Muntenegru în anul respectiv. A obținut diploma de master în 1984, la Facultatea de Inginerie Electronică a Universității din Belgrad. Ca bursier Fulbright, a urmat cursurile Institutului Politehnic din Worcester (SUA), în anii 1984 și 1985.
A primit titlul de doctor din partea Universității din Podgorița iar în 1996 a devenit membru al Academiei de Științe din Muntenegru.
Stanković a fost participant activ al vieții politice din Muntenegru. El a fost președinte Partidului Socialist din Muntenegru și al Uniunii Forțelor de Reformă din Muntenegru, membru al Parlamentului din Muntenegru și membru al Parlamentului din Iugoslavia. Din 27 martie 2011 este Ambasadorul Muntenegrului la Londra.